# アジア太平洋映画賞最優秀アニメーション映画賞
アジア太平洋映画賞最優秀アニメーション映画賞（アジアたいへいようえいがさい さいゆうしゅうアニメーションえいがしょう）は、アジア太平洋映画賞の部門の一つで、広範囲にわたるアジア太平洋地域の優れたアニメーション映画に与えられる。
ユネスコ・国際映画製作者連盟（FIAPF）の協力のもと、ロシアや中東を含むアジア全域やオセアニアなど70の国と地域を対象に、国際審査員によって審査される。

## 受賞とノミネート一覧

### 2000年代
- 2007年 秒速5センチメートル - 日本 - 川口典孝
  - en:The Big Fighting Between Wukong and God Erlang (Wukong Da Zhan Er Lang Shen) - 中国 - Hansen Liang, Zhou Meiling
  - 河童のクゥと夏休み - 日本 - 杉山豊

- 2008年 戦場でワルツを - イスラエル/フランス/ドイツ - アリ・フォルマン, Serge Lalou, Yael Nahlieli, Gerhard Meixner, Roman Paul
  - en:If You Were Me: Anima Vision 2 (Byul-Byul Yi-Ya-Gi 2: Yeo-Seot-Bit-Ggal Mu-Ji-Gae) - 韓国 - Nam Kyu-sun
  - ストレンヂア 無皇刃譚 - 日本 - 南雅彦

- 2009年 メアリー & マックス - オーストラリア - メラニー・クームズ
  - スカイ・クロラ The Sky Crawlers - 日本 - 石井朋彦
  - サマーウォーズ - 日本 - 高橋望, 伊藤卓哉, 渡邊隆史
  - ファースト・スクワッド - ロシア/日本/カナダ - 田中栄子, Misha Sprits, Aljosha Klimov
  - en:The Tale of Soldier Fedot, The Daring Fellow (Pro Fedota-Streltsa, Udalogo Molodtsa) - ロシア - Alexander Boyarsky, Sergey Selyanov

### 2010年代
- 2010年 刺痛我  - 中国 - Lynne Wang
  - ガフールの伝説 - オーストラリア/アメリカ - ザレー・ナルバンディアン
  - いばらの王 - 日本 - 土屋康昌
  - マイマイ新子と千年の魔法 - 日本 - 岩瀬智彦, 市井美帆, 松尾亮一郎
  - ホッタラケの島 〜遥と魔法の鏡〜 - 日本 - 石川光久, 亀山千広

- 2011年 庭を出ためんどり - 韓国 - Oh Seongyun
  - The Ugly Duckling - ロシア - en:Gari Bardin
  - 星を追う子ども - 日本 - 新海誠
  - en:RPG Metanoia - フィリピン - Luis C. Suárez
  - TATSUMI - シンガポール - エリック・クー

- 2012年 ももへの手紙 - 日本 - 石川光久, 池田宏之, 渡辺繁, 濱名一哉[2]
  - コクリコ坂から - 日本 - 鈴木敏夫
  - ハッピー フィート2 踊るペンギンレスキュー隊 - オーストラリア/アメリカ - en:Doug Mitchell, ジョージ・ミラー, Bill Miller
  - 虹色ほたる 〜永遠の夏休み〜 - 日本 - Atsutoshi Umezawa
  - おおかみこどもの雨と雪 - 日本 - 齋藤優一郎, 伊藤卓哉, 渡邊隆史

- 2013年 クー! キン・ザ・ザ - ロシア - Sergey Selyanov, レオニド・ヤルモルニク,Yuri Kushnerev, Oleg Urushev, en:Konstantin Ernst[3][4]
  - The Fake (Sa-i-bi) - 韓国 - Cho Young-kag
  - サカサマのパテマ - 日本 - 小野幹雄
  - 風立ちぬ - 日本 - 鈴木敏夫
  - en:The World of Goopi and Bagha (Goopi Gawaiya Bagha Bajaiya) - インド  - en:Children's Film Society, India

- 2014年 かぐや姫の物語 - 日本 - 西村義明[5][6]
  - 青蛙王国 - 中国
  - Maya the Bee movie - オーストラリア
  - Chang-baek-han eol-gul-deul - 韓国
  - Woo-ri-byul il-ho-wa ul-ruk-so - 韓国

- 2015年 百日紅 〜Miss HOKUSAI〜 - 日本[7][8]
  - Blinky Bill The Movie - オーストラリア/インド/アイルランド
  - The Road Called Life - 韓国
  - The Snow Queen 2: The Snow King - ロシア
  - 思い出のマーニー - 日本

- 2016年 ソウル・ステーション/パンデミック - 韓国
  - Bilal - UAE/サウジアラビア
  - Manang Biring - フィリピン
  - Savva - ロシア
  - Sheep and Wolves (Volki i ovtsy) -  ロシア

- 2017年 ウィンドウ・ホーセズ - カナダ
  - 映画 聲の形 - 日本
  - Have a Nice Day - 中国
  - Saving Sally - フィリピン
  - 君の名は。 -  日本

- 2018年 Rezo[9] - ロシア
  - さよならの朝に約束の花をかざろう - 日本
  - ホフマニアダ ホフマンの物語 - ロシア
  - 幸福路上 - 台湾
  - 未来のミライ -  日本

- 2019年 天気の子[10] - 日本
  - ペンギン・ハイウェイ - 日本
  - Mosley - ニュージーランド・中国
  - アンダードッグ - 韓国
  - The Unseen -  イラン

### 2020年代
※2020年は募集なし。
- 2021年 The Nose or the Conspiracy of Mavericks（Нос, или Заговор «не таких»）  - ロシア - アンドレイ・クルジャノフスキー
  - 整形水 - 韓国
  - 漁港の肉子ちゃん - 日本
  - The Knight and the Princess - エジプト
  - アンネ・フランクと旅する日記 - ベルギー

- 2022年 Aurora's Sunrise  (Ավրորայի լուսաբացը） - アルメニア・ギリシャ・リトアニア
  - Dounia et la Princesse d'Alep - カナダ
  - グッバイ、ドン・グリーズ! - 日本
  - Silver Bird and Rainbow Fish - アメリカ合衆国・オランダ
  - 向着明亮的那方 - 中国

- 2023年 サイレン（フランス語版） - フランス・ドイツ・ルクセンブルク・ベルギー - セピデー・ファールシ、セバスチャン・オノーモ
  - 深海レストラン（中国語版） - 中国
  - スケアリーガール（英語版） - オーストラリア
  - すずめの戸締まり - 日本
  - THE FIRST SLAM DUNK - 日本

- 2024年 行方不明（英語版） (Iti Mapukpukaw） - フィリピン - ジオ・ロムンタッド、ダン・バルガス
  - 化け猫あんずちゃん - 日本
  - Memoir of a Snail - オーストラリア
  - きみの色 - 日本
  - Pig That Survived Foot-and-Mouth Disease - 韓国